# Sankta Maria kyrka, Uppsala
Sankta Maria kyrka är en kyrkobyggnad i Uppsala i Uppsala stift. Den hör till Helga Trefaldighets församling i Uppsala. Kyrkan ligger vid Stenhagsvägen i Stenhagen i utkanten av Uppsala. Namnet hämtades från den äldre Vårfrukyrkan, Uppsala.

## Kyrkobyggnaden
Kyrkan invigdes 1993 och är ritad av Henrik Lehman. Den åttkantiga kyrkan är sammanbyggd med församlingslokaler. Murarna är putsade i rödgult med en fönsterrad närmast under det låga, toppformade koppartaket som är krönt med förgyllt klot och kors. Interiören har tegelväggar och i hörnen står träbalkar som samlas upptill i taket. Som altarprydnad fungerar en textil av Karin Amnås-Lindberg. Den fasta inredningen är i naturträ förutom golvet av kalksten från Öland. Kyrkans inventarier anknyter till olika trosriktningar inom kristendomen.
Söder om kyrkan finns en fristående klockstapel, byggd i samma material som kyrkan.

## Inventarier
Dopfunten i stål, diabas och glas är skapad av Bertil Vallien. Orgeln är från Menzel i Härnösand.

## Bildgalleri

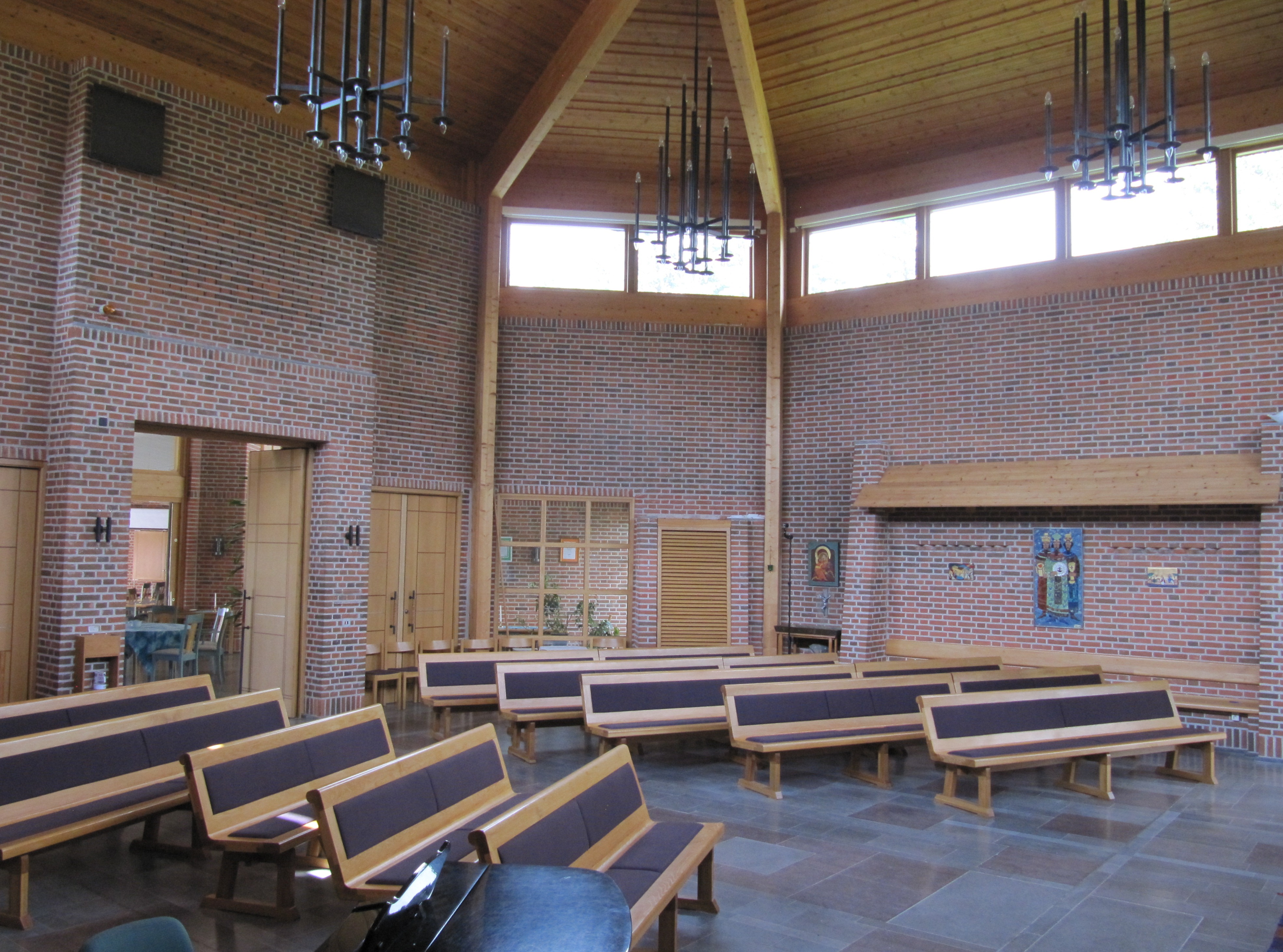
Kyrkorum från koret
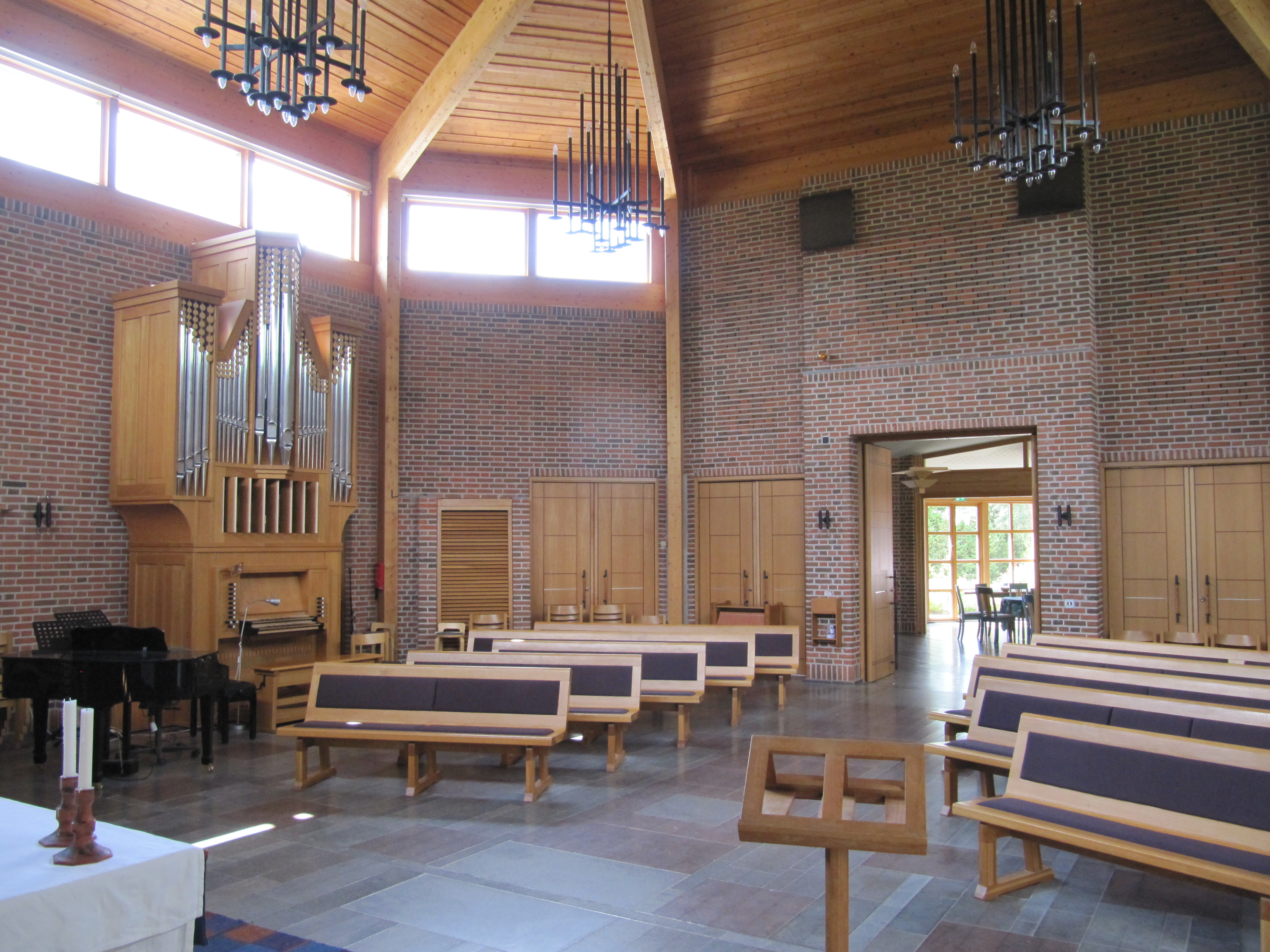
Kyrkorum från koret
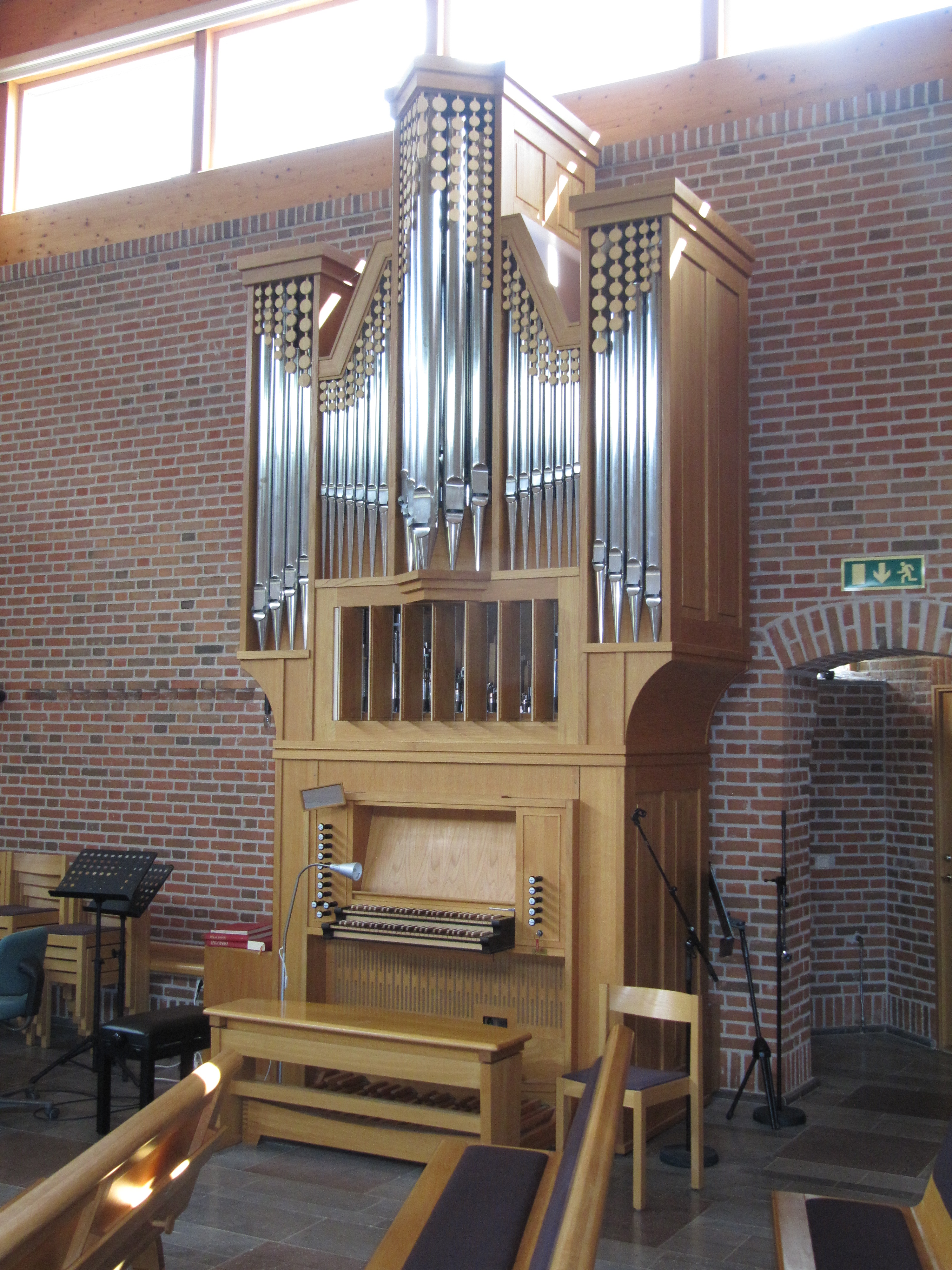
Orgel
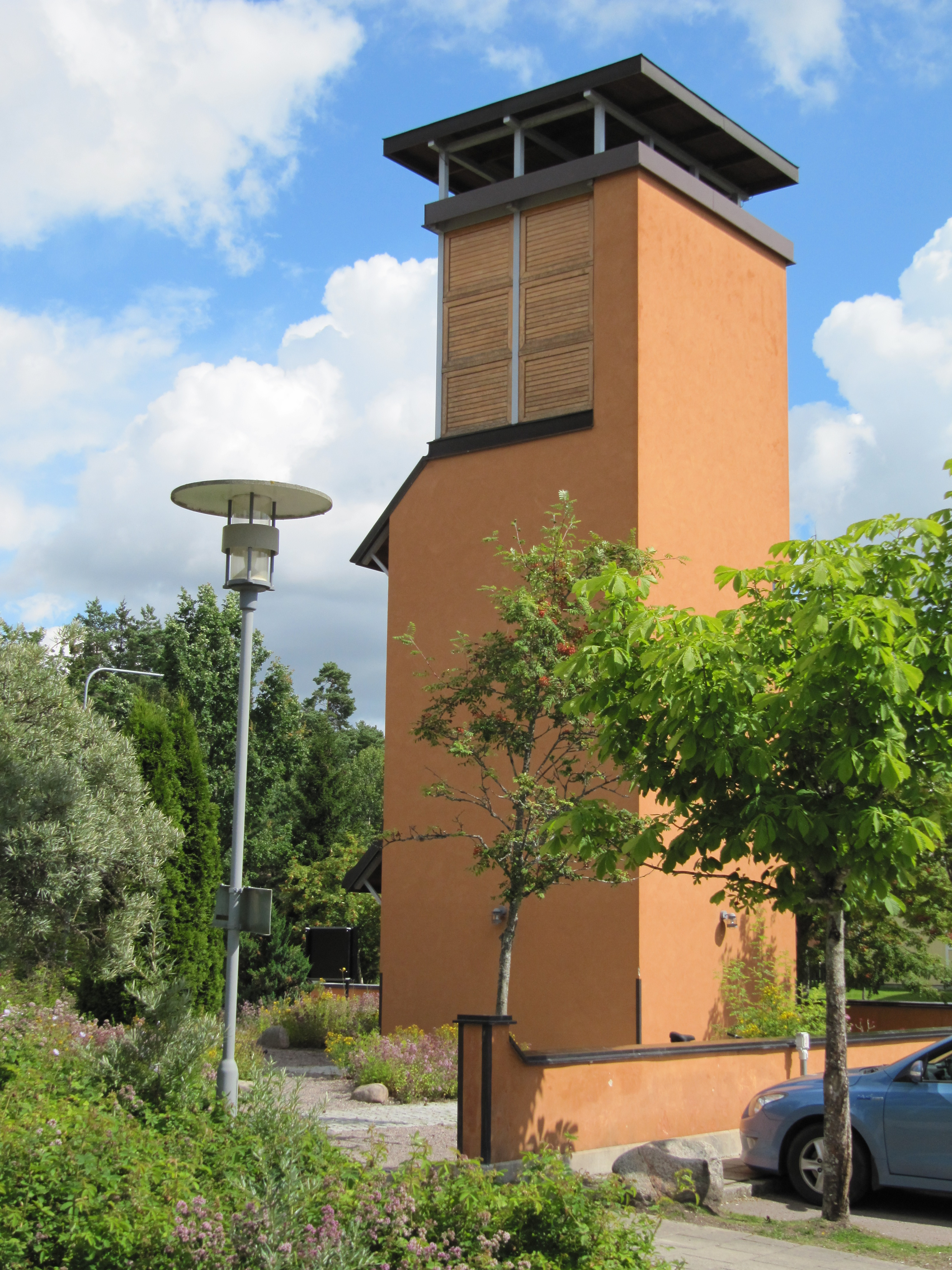
Klockstapel

### Webbkällor
- anläggningspresentation